# Canal Dommers
Le Canal Dommers (en néerlandais, Dommerskanaal) est un canal néerlandais de l'est de la province de Drenthe.

## Géographie
Le canal débute à la jonction avec le Canal Stieltjes, près de Zandpol. Il passe à Amsterdamscheveld et finit en cul-de-sac à Weiteveen. Le canal est encore en service jusqu'à Amsterdamscheveld, au-delà le canal est trop étroit et trop peu profond pour la navigation.

## Histoire
Le Canal Dommers a été construit en 1861 à l'initiative de la Drentsche Landontginnings Maatschappij (DLM) afin de désenclaver une partie des marais au sud d'Emmen et de faciliter le transport de la tourbe.
Le canal a été nommé après Lodewijk Dommers, administrateur et chargé d'affaires de la DLM, et premier maire de Schoonebeek. Il habitait une villa à la jonction du canal avec le Canal Stieltjes. 